# Corte costituzionale del Sudafrica
La Corte costituzionale del Sudafrica (in inglese Constitutional Court of South Africa, in afrikaans Konstitusionele Hof van Suid-Afrika) è stata fondata nel 1994 secondo le norme della prima Costituzione democratica del Sudafrica: la Costituzione ad interim del Sudafrica del 1993. 
Secondo le disposizioni dell’attuale Costituzione del Sudafrica, che hanno aggiornato la precedente, la Corte Costituzionale, insediatasi nel 1994, continua a ricoprire alte cariche giurisdizionali. Il tribunale iniziò le sue prime sessioni nel mese di febbraio 1995. 
Dal febbraio 2004, la Constitution Hill a Johannesburg è la sede del tribunale.

## Composizione e funzioni
Il tribunale è composto di undici giudici, guidati da un Giudice supremo e da un Vice Presidente della Corte Suprema. Attualmente otto giudici sono uomini e tre donne. Il loro compito è quello di rispettare la legge e la Costituzione, applicandoli in modo imparziale senza paura, favore o pregiudizio.
La Costituzione prevede che una questione posta dinanzi al giudice ordinario debba essere ascoltata da almeno otto giudici. In pratica, tutti gli undici giudici sono chiamati a esprimersi su quasi tutti i casi. Se un giudice è assente per un lungo periodo o un posto è vacante, un giudice può essere nominato dal Presidente della Repubblica a titolo temporaneo, su proposta del Ministro della giustizia che agisce con il concorso del Giudice supremo. Le decisioni relative ad un caso sottoposto alla Corte sono prese a maggioranza dei giudici in seduta. Ogni giudice deve indicare la sua decisione. Le ragioni della decisione sono pubblicate in un giudizio scritto.

## Giudici

### Procedura di nomina e mandato

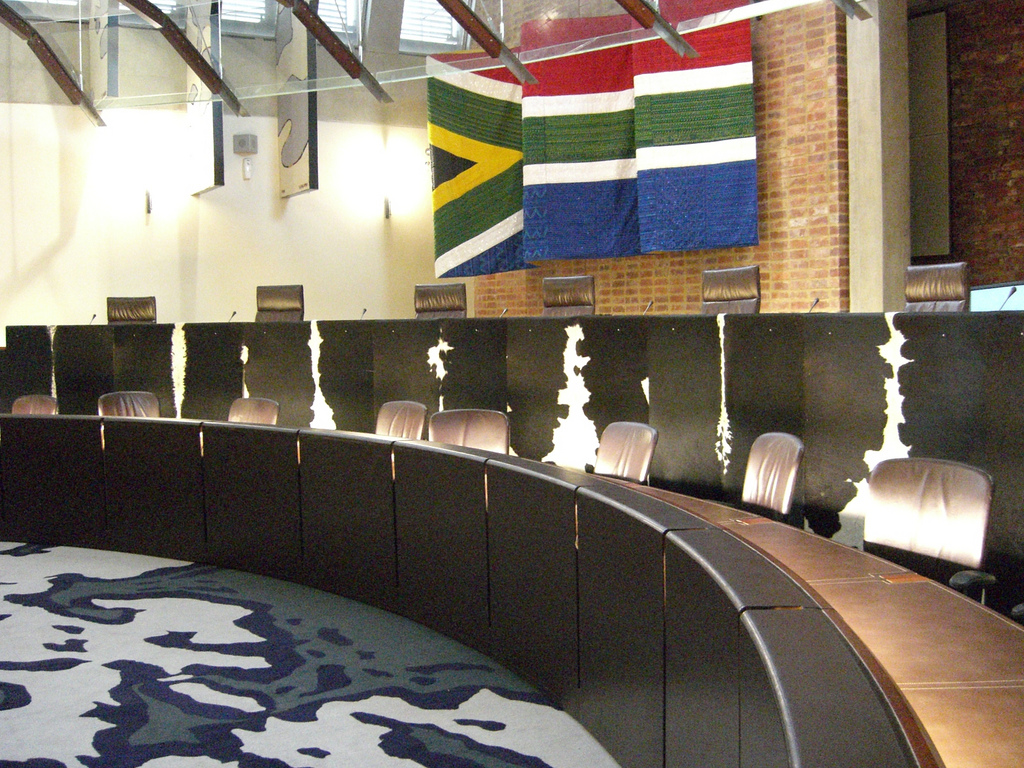
Aula giudiziaria della Corte Costituzionale sudafricana

Gli artt. 174-178 della Costituzione stabiliscono le modalità di nomina dei giudici.
I giudici possono non essere membri del Parlamento, del governo o dei partiti politici. Per selezionare i giudici la Commissione di servizio giurisdizionale abbozza un primo elenco di candidati indicando tre o più nomi rispetto al numero di posti vacanti. La Commissione effettua quanto sopra dopo aver indicato le nomine e aver tenuto colloqui pubblici con eventuali possibili candidati.
Quindi il Presidente, previa consultazione con il Giudice supremo e i leader dei partiti politici rappresentati nell'Assemblea Nazionale, sceglie i giudici da questa lista.
I giudici restano normalmente in carica per un periodo non rinnovabile di 12 anni, salvo proroghe ex legge del Parlamento.

### Attuali giudici della Corte costituzionale
- Giudice supremo Mogoeng Mogoeng (nominato da Jacob Zuma nel 2009 e promosso nel 2011)
- Vice Presidente della Corte Suprema Dikgang Moseneke (nato nel 1947, nominato da Thabo Mbeki nel 2004 ed elevato da Thabo Mbeki nel 2005)
- Giudice Edwin Cameron (nato nel 1953, nominato dal Kgalema Motlanthe nel 2008)
- Giudice Johan Froneman (nominato da Jacob Zuma nel 2009)
- Giudice Chris Jafta (nominato da Jacob Zuma nel 2009)
- Giudice Sisi Khampepe (nominata da Jacob Zuma nel 2009)
- Giudice Bess Nkabinde (nata nel 1959, nominato da Thabo Mbeki nel 2006)
- Giudice Thembile Skweyiya (nominata da Thabo Mbeki nel 2003)
- Giudice Johann van der Westhuizen (nominato da Thabo Mbeki nel 2004)
- Giudice Zak Yacoob (nato 1948, nominato da Nelson Mandela nel 1998)

### Ex giudici
- Giudice supremo Pio Langa (nato nel 1939, nominato dal Nelson Mandela nel 1994 e promosso da Thabo Mbeki nel 2005, ritiratosi nel 2009)
- Presidente della Corte Suprema Sandile Ngcobo (nato nel 1953, nominato dal Nelson Mandela nel 1999 e promosso da Jacob Zuma nel 2009, ritiratosi nel 2011)
- Presidente della Corte Suprema Arthur Chaskalson (nato 1931, nominato da Nelson Mandela come presidente della Corte costituzionale 1994-2001, Presidente della Corte Suprema 2001 - 2005)
- Giudice Tholie Madala (nato nel 1937, nominato da Nelson Mandela nel 1994, ritiratosi nel 2008)
- Giudice Yvonne Mokgoro (nato nel 1950, nominato da Nelson Mandela nel 1994, ritiratosi nel 2009)
- Giudice Kate O'Regan (nato nel 1957, nominato da Nelson Mandela nel 1994, ritiratosi nel 2009)
- Giudice Albie Sachs (nato nel 1935, nominato da Nelson Mandela nel 1994, ritiratosi nel 2009)
- Giudice Giovanni Didcott (nato nel 1931, nominato da Nelson Mandela nel 1995, morto nel 1998)
- Giudice Ismail Mahomed (nato nel 1934, nominato da Nelson Mandela nel 1995, promosso nel 1998, morto nel 2000)
- Giudice Lourens Ackermann (nato nel 1934, nominato da Nelson Mandela nel 1994, ritiratosi nel 2004)
- Giudice Richard Goldstone (nato nel 1938, nominato da Nelson Mandela nel 1994, ritiratosi nel 2003)
- Giudice Johann Kriegler (nato nel 1932, nominato da Nelson Mandela nel 1994, ritiratosi nel 2003)

## La Costituzione come legge suprema
Le sentenze del tribunale si basano sulla Costituzione, che è la legge suprema del paese. Esse garantiscono i diritti fondamentali e le libertà a tutte le persone. Sono vincolanti per tutti gli organi di governo, compreso il Parlamento, la presidenza, la polizia, l'esercito, il servizio pubblico e tutti i tribunali. Ciò significa che la Corte ha il potere di dichiarare una legge del Parlamento nulla se è in conflitto con la Costituzione e di controllare l'azione esecutiva nello stesso modo.
Interessante aspetto è che, su esplicita prescrizione della Costituzione, nell'interpretazione di quest’ultima, la Corte è tenuta a prendere in considerazione il diritto internazionale, i diritti umani e può prendere in considerazione la normativa di altri paesi democratici. 
La Corte Costituzionale è la più alta corte del paese per tutte le questioni costituzionali, mentre la Suprema Corte d'appello è la più alta corte per tutte le questioni che non comportano l'interpretazione della Costituzione. La Corte costituzionale ha l'autorità finale per determinare quali questioni siano di importanza costituzionale.

## La cooperazione con il Parlamento e con le Assemblee Provinciali
La Corte costituzionale ha una responsabilità particolare di fronte al parlamento e alle legislature provinciali. Se vi è una controversia in parlamento o in una legislatura provinciale relativa alla costituzionalità di una norma approvata, un terzo dei membri dell'organo in questione può chiedere alla Corte Costituzionale di pronunciarsi. Allo stesso modo, il Presidente o il Premier di una Provincia può deferire un disegno di legge alla corte per una decisione sulla sua costituzionalità prima di promulgare la normativa.

## Procedimenti in tribunale
La Corte non sottopone testimoni o prove alle proprie udienze. Non decide direttamente se gli imputati siano colpevoli o se il risarcimento debba essere assegnato a una parte in causa vincente. Questi casi sono trattati direttamente dai tribunali ordinari. La sua funzione è quella di giudicare le questioni controverse alla luce del dettame costituzionale. Una conseguenza di ciò è che la Corte opera in gran parte su argomentazioni scritte presentate dalle parti. Le udienze della Corte hanno lo scopo di affrontare questioni particolarmente difficili sollevate dalle osservazioni scritte delle parti.
Le udienze della corte sono aperte al pubblico e alla stampa. Telecamere o registratori non sono generalmente consentiti. Il pubblico è invitato a partecipare a tutte le sessioni. Sono applicate regole ordinarie di abbigliamento decente e di decoro.